# Siyeke Xiang
Siyeke Xiang (kinesiska: 斯也克乡, 斯也克) är en socken i Kina. Den ligger i den autonoma regionen Xinjiang, i den nordvästra delen av landet, omkring 920 kilometer sydväst om regionhuvudstaden Ürümqi. Antalet invånare är 21 862. Befolkningen består av 10 655 kvinnor och 11 207 män. Barn under 15 år utgör 27,0 %, vuxna 15-64 år 69 %, och äldre över 65 år 3,0 %.
Genomsnittlig årsnederbörd är 65 millimeter. Den regnigaste månaden är juni, med i genomsnitt 14 mm nederbörd, och den torraste är januari, med 1 mm nederbörd.